# Mormyrus
Mormyrus es un género de peces africanos de la familia Mormyridae dentro de la subfamilia Mormyrinae, cuyo rango de distribución se encuentra tanto en el Este africano, como en el Norte y Noreste, en los lagos Nasser, Edward, George y Albert, ríos Albert, Nilo, Baro, Rift y Aswa, y los sistemas hidrícos Ghazal y Jebel, Nilo Blanco y Nilo Azul, entre otros.
En función de su morfología, puede clasificarse dentro del grupo de «peces elefante» —junto con el Campylomormyrus y Gnathonemus—. Este considera a aquellas especies que poseen una boca de extensión particularmente prominente, por lo que se les llama popularmente «peces de nariz de elefante»; dicha extensión usualmente consiste en un alargamiento carnoso flexible unido a la mandíbula inferior y está equipada con sensores de tacto y probablemente de gusto.
De acuerdo a la IUCN, el estado de conservación de la mayoría de sus especies puede catalogarse en la categoría de «menos preocupante (LC o LR/lc)», aunque dentro de la categoría «vulnerable (LC o LR/lc)» están el Mormyrus cyaneus y el Mormyrus iriodes, y «en peligro de extinción (EN)» se encuentra el Mormyrus subundulatus.

## Especies
- Mormyrus bernhardi Pellegrin, 1926
- Mormyrus caballus Boulenger, 1898
  - Mormyrus caballus asinus Boulenger, 1915
  - Mormyrus caballus bumbanus Boulenger, 1909
  - Mormyrus caballus caballus Boulenger, 1898
  - Mormyrus caballus lualabae Reizer, 1964
- Mormyrus casalis Vinciguerra, 1922
- Mormyrus caschive Linnaeus, 1758
- Mormyrus cyaneus T. R. Roberts & D. J. Stewart, 1976
- Mormyrus felixi Pellegrin, 1939
- Mormyrus goheeni Fowler, 1919
- Mormyrus hasselquistii Valenciennes, 1847
- Mormyrus hildebrandti W. K. H. Peters, 1882
- Mormyrus iriodes T. R. Roberts & D. J. Stewart, 1976
- Mormyrus kannume Forsskål, 1775
- Mormyrus lacerda Castelnau, 1861
- Mormyrus longirostris W. K. H. Peters, 1852
- Mormyrus macrocephalus Worthington, 1929
- Mormyrus macrophthalmus Günther, 1866
- Mormyrus niloticus (Bloch & J. G. Schneider, 1801)
- Mormyrus ovis Boulenger, 1898
- Mormyrus rume Valenciennes, 1847
  - Mormyrus rume proboscirostris Boulenger, 1898
  - Mormyrus rume rume Valenciennes, 1847
- Mormyrus subundulatus T. R. Roberts, 1989
- Mormyrus tapirus Pappenheim, 1905
- Mormyrus tenuirostris W. K. H. Peters, 1882
- Mormyrus thomasi Pellegrin, 1938

## Mitología
Según la teología heliopolitana del Antiguo Egipto, fue un pez oxirrinco (Ὀξύρρυγχος; oxýrrynchos, Ὀξύς=agudo y ρúγχος= hocico, pico) quien se comió el falo de Osiris, después de ser desmembrado por su hermano Set. Plutarco menciona también que éste fue devorado por un oxirrinco, que es identificado como un mormiro. Y a este pez 
se le identifica con la diosa Tueris en la mitología egipcia. Claudio Eliano incluye dos fragmentos sobre el mormiro o 'pez oxyrrinco' en su obra Sobre la naturaleza de los animales (en griego: Περὶ ζῴων ἰδιότητος Perí zóon idiótitos; en latín, De Natura Animalium o Historia animalium). En el Libro I de su obra, el pez aparece como una criatura adoradora del amor, la cual recibió su nombre por su 'trompa' puntiaguda. La técnica de pesca descrita por el retórico romano se basa en atraer a los machos de la especie a través de una hembra capturada previamente, la cual el pescador pasea por el agua desplazando hacia su encuentro a una gran cantidad de pretendientes, víctimas de su deseo. Otro pescador dispone de una red o garlito para capturarlos. En el Libro X Claudio Eliano narra que este pez habita en el Nilo, en una región donde existe una ciudad cuyo nombre deviene de la presencia y consideración que los nativos tienen por el mormiro, la ciudad de oxirrinco. Según el retórico, los nativos narran que el pez en cuestión surgió de las heridas de Osiris. Por ello, dice que los nativos no lo comen y procuran no pescarlo.